# Marc-François Blondin
Pour les articles homonymes, voir Blondin.
Marc-François Blondin est un acteur québécois au théâtre, au cinéma et à la télévision. Québec (Canada).

## Biographie
Finissant de l’École de théâtre de Saint-Hyacinthe en 2000, Marc-François Blondin a enchaîné les rôles tant sur la scène qu’au grand et petit écran. Il a foulé et usé les planches des théâtres du Québec, avec plus de 1000 représentations à son actif. Il est aussi connu pour sa voix, que Franco Nuovo a d’ailleurs surnommé la “voix d’or” du Québec. Pendant quelques années, il a notamment été la voix officielle de la Première Chaîne de Radio-Canada.
En 2022, on a pu le voir dans la comédie dramatique Les 12 travaux d'Imelda de Martin Villeneuve, aux côtés de Robert Lepage, Ginette Reno et Michel Barrette.

## Filmographie

### Télévision
- 2013 : L'Appart du 5e : Bruno
- 2012 - 2013 : L'Auberge du chien noir : Guillaume Nadeau
- 2012 - 2013 Un gars le soir : sherpa, réalisateur
- 2012 : Fée Éric II : Charles-Antoine Villeneuve-Éthier
- 2012 : 19-2 : Sylvio
- 2012 : Les Étoiles du dodo : Garde forestier
- 2012 : Walter’s World : Musicien de rue
- 2010 - 2012: Tranche de vie I & II : Dave
- 2011 : Caméra Café : Kevin
- 2011 : Toute la vérité II : Jean-Marc
- 2011 : Les boys V : Détective Lucien Paquette
- 2010 : Il était une fois dans le trouble Vll : Martin
- 2010 : Le Club des Doigts Croisés : Bob
- 2009 - 2010: Une grenade avec ça? Vll & VIII : Jean-Pascal Huet/Inspecteur Creighton
- 2009 : Les Hauts et les Bas de Sophie Paquin lV : Claude-Michel
- 2008 : Destinée : Animateur radio
- 2008 : Ramdam : Journaliste
- 2008 : Tout sur moi III : Frère Stéphane Bourguignon
- 2008 : Roxy : Frère Hanson
- 2007 : Caméra Café : L’avocat
- 2007 : Histoires de filles : Journaliste
- 2007 : Taxi 0-22 : Client peinture
- 2006 : 450, chemin du Golf : Animateur Karaoké
- 2004 : Annie et ses hommes lll : Simon
- 2002 : Cauchemar d'amour : Monsieur Surprise
- 2002 : Tribu.com : Stone Head
- 2001 - 2003: Max Inc. l & ll : Étienne
- 2000 : Virginie : Élève cheminement

### Cinéma
- 2011 : Gerry : Johnny Gravel : http://www.gerry-lefilm.com/
- 2008 : Les Grandes Chaleurs : Vendeur D’urne
- 2006 : Cadavre exquis, première édition : Pete Paquette : http://www.rivage.tv/cadavreexquis/index2.html
- 2004 : À part des autres : Laurent : http://www.onf-nfb.gc.ca/fra/collection/film/?id=51784
- 2001 : L'Odyssée d'Alice Tremblay : Fou du roi : http://www.radio-canada.ca/television/notre_cinema/nos_films/synopsis.asp?film=61
- 2020 : Les Vieux Chums de Claude Gagnon : Lamoureux, chauffeur de taxi
- 2022 : Les 12 travaux d'Imelda de Martin Villeneuve : Claude Villeneuve

## Théâtre
- 2016-2017 : La souricière: Christopher Wren
- 2013 : Un homme, deux patrons: Alain Meloche
- 2012 : Bug : Peter
- 2011 : Festival du Grand Rire de Québec: 5 personnage/ numéro
- 2011 : Moulin : Le fils
- 2010 : 10/4 : Éric
- 2009 : Le baiser de la veuve en tournée : Kevin Frenette
- 2007 : Les zurbains : Conteur
- 2006 : Pièce d’identité : Tristan
- 2005 - 2008: Loi : Mac
- 2005 : Le baiser de la veuve : Kevin Frenette
- 2005 : Enlèvement, séquestration et mise à mort d'un humoriste : Crapo
- 2004 - 2009: La folle odyssée de Jacques Cartier : Poullet
- 2003 : Les chroniques de l'humanité : 16 personnages
- 2003 : L’homme aux trésors : Jacob & Gélinotte
- 2002 : Amour, mensonge et rodéo : Rodéo"
- 2000 : Veillée funèbre : Mouchard

## Radio
- 2011 - 2013: Première Chaîne  : Voix Annonceur officiel de la première chaîne de Radio Canada

## Série Web
- 2012 : La boîte à Malle : Paul
- 2012 : La reine rouge : Voyou

## Nominations et récompenses

### Récompense
- 1999 : Lauréat du prix du jury pour « Cégep en Spectacle » (Composition musical)

### Nominations
- 2004 : Nomination au gala des Masques pour « Les chroniques de l’humanité » dans la catégorie « Prix du public ».